# 奥山唯
奥山 唯（おくやま ゆい、1974年4月13日 - ）は、日本の元AV女優。
出身地:東京都。血液型:A型。身長:161cm。体重:48㎏。スリーサイズ:B85(D-70)・W58・H85cm。 

## 略歴・人物
1993年9月にAVデビュー。
1994年に引退。

## 出演作品

### アダルトビデオ
- 新・快楽のDOOR （1993年9月25日、新東宝ビデオ） ※デビュー作
- バニー・ハンティング （1993年10月8日、HRCホームビデオ）
- 畜人パラダイス （1993年10月30日、KUKI）
- Tバック女教師 4 新体位測定 （1993年11月5日、VIP）
- 裸でまるかじり くい込みバニーにお仕置を （1993年11月14日、ミス・クリスティーヌ）
- 恋人はサンタクロース 栗と栗鼠イブにHして （1993年12月10日、HRCホームビデオ）
- 変態願望の男達、私の元においでなさい。そして… 私の尻をお舐めなさい （1993年12月25日、ステラ）
- お姫さまはしたい盛り 奥までめくり愛 （1994年1月15日、ミス・クリスティーヌ）
- 監禁淫乱ドール 痴情の天使 （1994年2月4日、VIP）